# Liam Fraser
Liam Scott Fraser (ur. 13 lutego 1998 w Toronto) – kanadyjski piłkarz występujący na pozycji defensywnego pomocnika, reprezentant Kanady, od 2025 roku zawodnik angielskiego Crawley Town.